# Nordin Ben Salah
Nordin Ben Salah (M'Tioua, 18 mei 1972 – Amsterdam, 20 september 2004) was een succesvolle Marokkaans-Nederlands bokser. Hij won de WBA èn WBU wereldtitel op het middengewicht.

## Carrière
Ben Salah begon op vijftienjarige leeftijd zijn carrière als kickbokser. Hij kreeg daar al snel de bijnaam Fighting Nordin. In 1993 werd hij in Finland Europees kampioen kickboksen. Nadat hij in 1994 ook de wereldtitel bij het kickboksen had gewonnen, stapte hij over naar het 'gewone' boksen. Zijn eerste officiële partij won hij in de eerste ronde op knock-out. In totaal won hij 36 van de 39 duels, waarvan 26 op knock-out. Op 8 mei 1999 won hij in Düsseldorf de WBU-wereldtitel in het middengewicht ten koste van titelhouder Norbert Nieroba uit Duitsland. Omdat er na die wedstrijd bij de dopingcontrole sporen van efedrine in zijn urine werden gevonden, raakte hij die titel meteen weer kwijt. In 2002 won hij vervolgens de WBA-internationaal-wereldtitel.
Ben Salah leed op 16 maart 2003 in Rotterdam een gevoelige nederlaag tegen de Argentijn Francesco Mora. In de twaalfde en laatste ronde beëindigde de scheidsrechter het duel, nadat Ben Salah al twee keer door zijn tegenstander tegen de grond was geslagen. Voor de bokser uit Purmerend was het zijn tweede nederlaag in 38 partijen. Bovendien verloor Ben Salah zijn intercontinentale WBA-titel in het middengewicht. De voormalige wereldkampioen kickboksen kondigde voor de partij aan dat hij bij een eventuele nederlaag zou stoppen als profbokser. Na afloop van zijn nederlaag kwam hij terug op die uitspraak.
Op 6 september 2003 bokste Ben Salah, een pupil van coach Michel van Halderen, zijn laatste gevecht en heroverde hij de WBA-titel in het supermiddengewicht door revanche te nemen op Mora. Aan dat gevecht hield hij tevens een bloeduitstorting in de hersenen over, waardoor hij in de maanden daarna slechts als bokspromotor in de ring verscheen.Hij droomde tevergeefs van een serieus gevecht om de wereldtitel en de ultieme confrontatie met zijn landgenoot Raymond Joval. "Een beest in de ring, maar met een hart van boter", zo omschreef Mohammed Ben Salah zijn oudere broer in de Volkskrant
De bokskampioen nam publiekelijk afstand van de kritiek op zijn jonge landgenoten. Nadat voormalig wethouder Rob Oudkerk van Amsterdam had gesproken over 'kut-Marokkanen' zei Ben Salah: "Laat die man eens ophouden met zeiken. Lastige Marokkaantjes? Je moet dat soort jongens met gelijke munt terugbetalen. Keihard aanpakken, gewoon een pak slaag geven. Dat is de enige manier."
Hij was ook naast zijn bokscarrière actief. Zo speelde hij in 2004 een rol in de speelfilm Shouf Shouf Habibi!.
Ben Salah werd in 2004 op de President Kennedylaan in Amsterdam doodgeschoten na een uit de hand gelopen ruzie .